# Basal (Baranya)
Pour les articles homonymes, voir Basal.
Basal est un village et une commune du comitat de Baranya en Hongrie.